# Trabzonspor
Trabzonspor Kulübü är en turkisk fotbollsklubb från Trabzon. Trabzonspor spelar i den Turkiska ligan tillsammans med de andra storlagen Beşiktaş JK, Fenerbahce och Galatasaray. Trabzonspor grundades 1967 genom att (herr)fotbollssektionerna av İdmanocağı SK och İdmangücü slogs samman (baserat på beslut av Turkiets fotbollsförbund). Laget har vunnit den Turkiska ligan totalt 6 gånger.

## Branscher
- Fotboll
- Basket
- Judo
- Friidrott
- Simning
- Tennis
- Handboll

## Framgångar
Turkiska ligamästare: 7
- 1976, 1977, 1979, 1980, 1981, 1984, 2022

Türkiye Kupasi: 9
- 1977, 1978, 1984, 1992, 1995, 2003, 2004, 2011, 2020

Türkiye Süper Kupası: 1
- 2010

Cumhurbaşkanlığı Kupası: 7
- 1976, 1977, 1978, 1979, 1980, 1983, 1995

Başbakanlık Kupası: 5
- 1976, 1978, 1985, 1994, 1996

## Ordförande
| - 1967–1968: Ali Osman Ulusoy - 1968–1969: Rıfat Dedeoğlu - 1969–1970: Ali Osman Ulusoy - 1970–1971: Rıfat Dedeoğlu - 1971–1972: Suat Oyman - 1972–1975: Salih Erdem - 1975–1980: Mehmet Şamil Ekinci - 1980–1981: Ahmet Celal Ataman - 1981–1982: Mustafa Günaydın - 1982–1988: Mehmet Ali Yılmaz - 1988–1989: Mazhar Afacan | - 1989–1992: Mehmet Ali Yılmaz - 1992–1994: Sadri Şener - 1994–1997: Faruk Nafız Özak - 1997–2000: Mehmet Ali Yılmaz - 2000–2003: Özkan Sümer - 2003–2005: Atay Aktuğ - 2005–2008: Nuri Albayrak - 2008–2013: Sadri Şener - 2013–2015: İbrahim Hacıosmanoğlu - 2015–2018: Muharrem Usta - 2018–0: Ahmet Ağaoğlu |

## Tränare
| - Turkiet Hayri Gür (1966–1967) - Turkiet Halil Özyazıcı (1967) - Turkiet Harun Kılman (1968) - Turkiet Erdoğan Gürhan (1968–1969) - Turkiet Ahmet Karlıklı (1969) - Turkiet Altan Santepe (1969–1971) - Turkiet Kamuran Soykıray (1971–1972) - Turkiet Mustafa Ertan (1972) - Turkiet Ahmet Suat Özyazıcı (1972–1975) - Turkiet Şükrü Ersoy (1975) - Turkiet Ahmet Suat Özyazıcı (1975–1978) - Turkiet Özkan Sümer (1978–1979) - Turkiet Ahmet Suat Özyazıcı (1979–1980) - Turkiet Özkan Sümer (1980–1981) - Turkiet Ahmet Suat Özyazıcı (1981–1984) - Turkiet Özkan Sümer (1984) - Turkiet İlyas Akçay (1985) - Tyskland Jürgen Sundermann (1985) - Turkiet Ahmet Suat Özyazıcı (1986–1987) - Turkiet Metin Türel (1987) - Turkiet Ahmet Suat Özyazıcı (1988) - Tyskland Werner Biskup (1988) - Turkiet Şenol Güneş (1988–1989) | - Belgien Urbain Braems (1989–1990) - Turkiet Özkan Sümer (1990–1991) - Belgien Urbain Braems (1991–1992) - Belgien Georges Leekens (1992–1993) - Turkiet Şenol Güneş (1993–1997) - Turkiet Yılmaz Vural (1997–1998) - Turkiet Özkan Sümer (1998) - Turkiet Ali Kemal Denizci (1998) - England Gordon Milne (1998–1999) - Turkiet Ahmet Suat Özyazıcı (1999) - Turkiet Giray Bulak (1999–2000) - Turkiet Sadi Tekelioğlu (2000–2001) - Tyskland Hans-Peter Briegel (2001) - Turkiet Samet Aybaba (2002–2003) - Turkiet Turgay Semercioğlu (2003) - Turkiet Ziya Doğan (2003–2004) - Turkiet İhsan Derelioğlu (2004) - Turkiet Şenol Güneş (2004–2005) - Turkiet Orhan Çıkırıkçı (2005) - Bosnien och Hercegovina Vahid Halilhodžić (2005–2006) - Brasilien Sebastião Lazaroni (2006) - Turkiet Ziya Doğan (2006–2007) - Turkiet Ersun Yanal (2007–2009) | - Turkiet Ahmet Özen (Interimstrainer) (2009) - Belgien Hugo Broos (2009) - Turkiet Şenol Güneş (2009–2013) - Turkiet Tolunay Kafkas (2013) - Turkiet Mustafa Reşit Akçay (2013–2014) - Turkiet Hami Mandıralı (2014) - Bosnien och Hercegovina Vahid Halilhodzic (2014) - Turkiet Ersun Yanal (2014–2015) - Georgien Shota Arveladze (2015) - Turkiet Sadi Tekelioğlu (2015–2016) - Turkiet Hami Mandıralı (2016) - Turkiet Ersun Yanal (2016–2017) - Turkiet Rıza Çalımbay (2017–2018) - Turkiet Ünal Karaman (2018–2019) - Turkiet Hüseyin Çimşir (2020–) |

## Jens Stryger Larsen
| - Turkiet Fatih Akyel - Turkiet Çağdaş Atan - Turkiet Orhan Çıkırıkcı - Turkiet Engin Cinar - Turkiet Oktay Derelioğlu - Turkiet Abdullah Ercan - Turkiet Şenol Güneş - Turkiet Tolunay Kafkas - Turkiet Ünal Karaman - Turkiet Orhan Kaynak - Turkiet Gökdeniz Karadeniz - Turkiet Hami Mandıralı - Turkiet Necmi Perekli - Turkiet Özkan Sümer - Turkiet Fatih Tekke - Turkiet Ogün Temizkanoğlu - Turkiet Bülent Uygun - Turkiet Sergen Yalçın | - Turkiet Burak Yılmaz - Georgien Archil Arveladze - Georgien Shota Arveladze - Brasilien Mehmet Aurélio - Brasilien Fabiano Eller - Brasilien Jefferson de Oliveira Galvão - Brasilien Marcelinho - Belgien Jean-Marie Pfaff - Belgien Bernd Thijs - England Kevin Campbell - Sydkorea Lee Eul-yong - Nederländerna Kiki Musampa - Serbien Milan Stepanov - Polen Miroslaw Szymkowiak - Kroatien Davor Vugrinec |

## Övrigt
- 1. Ordförande: A.Osman Ulusoy
- 1. Kapten: Şevki Gençosmanoğlu
- 1. Skyttekung: Necmi Perekli
- Hami Mandirali har spelat flest antal matcher spelade i klubben, 558 st.
- Şenol Güneş är den som tjänstgjort som kapten som längst.
- Fatih Tekke är den spelare som gjort flest mål under en säsong för klubben. Säsong 2005/2006 gjorde han 31 ligamål och vann skytteligan samma år.
- Shota Arveladze är den ende utländske spelaren som lyckats vinna skytteligan i Trabzonspors historia.